# Louwerens Rikkers
Louwerens Rikkers (Coevorden,  19 juni 1791 - 23 augustus 1864) was burgemeester van Coevorden van 1843 tot 1856.